# Feminisme islàmic
Es coneix com a feminisme islàmic la combinació de l'islam i el feminisme; segons explicava Margot Badran el 2002, "el discurs i la pràctica del feminisme dins del paradigma islàmic". Les feministes islàmiques basen els seus arguments en l'islam mateix i els seus ensenyaments, busquen la igualtat completa entre els homes i les dones en l'esfera personal, i poden incloure persones no musulmanes en el discurs i en el debat. El feminisme islàmic és definit per alguns acadèmics de l'Islam com un feminisme més radical que el realitzat per feministes seculars i massa ancorat en el discurs islàmic, mantenint l'Alcorà com el seu text central.
Com a "escola de pensament", es fa especial referència a la sociòloga marroquina "Fatema Mernissi i acadèmiques com Amina Wadud o Leila Ahmed".
Les defensores d'aquest tipus de feminisme han observat que als països amb majoria musulmana han produït molts caps d'estat, primers ministres i secretaris d'estat dones, com ara Lala Shovkat a l'Azerbaidjan, Benazir Bhutto al Pakistan, Mame Madior Boye al Senegal, Tansu Çiller a Turquia, Kaqusha Jashari a Kosovo o Megawati Sukarnoputri a Indonèsia. A Bangladesh, Khaleda Zia va ser elegida la primera dona primer ministre el 1991, càrrec que ocupà fins al 2009, moment en què va ser substituïda per Sheikh Hasina, la qual encara és primera ministra actualment, convertint el país asiàtic en el país que ha tingut durant més temps una dona com a màxima representant pública.

## Definicions
Hi ha diferències substancials que s'han de destacar entre els conceptes "feminista islàmica" i "islamista". Qualsevol d'aquests conceptes es pot utilitzar per descriure homes o dones.

### Feministes islàmics
Els feministes islàmics interpreten els textos religiosos des d'una perspectiva feminista. Es poden veure com una branca d'intèrprets que basen els seus arguments en l'Islam i les seves ensenyances, busquen la plea igualtat entre dones i homes a l'esfera pública, i poden incloure persones no musulmanes en el discurs i el debat.
El feminisme islàmic és definit pels acadèmics islàmics com més radical que el feminisme secular,i d'estar ancorat en el discurs de l'Islam amb l'Alcorà com el seu text central.
En els darrers temps, el concepte de feminisme islàmic ha crescut sobretot en grups islàmics que busquen guanyar-se el suport de diversos aspectes de la societat. A més, les dones musulmanes educades estan lluitant per articular el seu paper en la societat.

### Islamistes
Els islamistes advoquen per un Islam polític, la noció que l'Alcorà i els hadiths proclamen l'existència d'un califat, és a dir, un govern islàmic. Alguns islamistes estan a favor dels drets de les dones a l'esfera pública, però no s'oposen públicament a la desigualtat de gènere existent a nivell personal, és a dir, a l'esfera privada. Su'ad al-Fatih al-Badawi, acadèmic i polític islamista, ha exposat que el feminisme és incompatible amb la taqwa (el concepte islàmic de la pietat), motiu pel qual, segons la seva opinió, l'Islam i el feminisme són mútuament exclusius. Margot Badran, del Centre per la comprensió musulmana-cristiana de la Universitat de Georgetown, exposa que el feminisme i l'Islam no són mútuament exclusius, i que el "feminisme islàmic, que deriva de la seva comprensió i els dictats de l'Alcorà, busca els drets i la justícia per les dones, i pels homes, en la totalitat de la seva existència. El feminisme islàmic és totes dues coses: molt contestat i adoptat fermament.”